# Туфо (Козенца)
Туфо је насеље у Италији у округу Козенца, региону Калабрија.
Према процени из 2011. у насељу је живело 48 становника. Насеље се налази на надморској висини од 201 м.